# Криптография на решётках
Криптография на решётках — подход к построению алгоритмов асимметричного шифрования с использованием задач теории решёток, то есть  задач оптимизации на дискретных аддитивных подгруппах, заданных на множестве {\displaystyle \mathbb {R} ^{n}}.
Наряду с другими методами постквантовой криптографии, считается перспективным в связи с возможностями квантового компьютера взламывать широко используемые асимметричные системы шифрования, основанные на двух типах задач теории чисел: задачах факторизации целых чисел и задачах дискретного логарифмирования. Сложность взлома алгоритмов, построенных на решётках, крайне велика, самые лучшие алгоритмы могут решить эту задачу с трудом за экспоненциальное время. По состоянию на середину 2010-х годов неизвестно ни одного квантового алгоритма, способного справиться лучше обычного компьютера.

## Предпосылки создания
В 1995 году Питер Шор продемонстрировал полиномиальный алгоритм для взлома криптографических систем с открытым ключом при использовании квантового компьютера, тем самым определив период существования данных систем до возникновения квантовых вычислителей достаточной размерности.
В 1996 году Лов Гровер продемонстрировал общий метод поиска в базе данных позволяющий производить расшифровку симметричных алгоритмов шифрования, эквивалентную двукратному уменьшению ключа шифра.
В 2001 году группа специалистов IBM продемонстрировала выполнение алгоритма факторизации Шора для числа 15. Число было разложено на множители 3 и 5 при помощи квантового компьютера с 7 кубитами, построенного из 1810 молекул, состоящих из пяти атомов фтора и двух атомов углерода, с записью информации посредством радиосигналов и считыванием методами ядерного магнитного резонанса.
Начиная со второй половины 1990-х годов возникла необходимость поиска криптостойких к квантовым компьютерам задач для постквантовой эпохи шифрования, в качестве одного из подходов было предложено использовать решётки в {\displaystyle \mathbb {R} ^{n}} — дискретные подгруппы вещественного векторного пространства, линейные оболочки которых совпадают с ним:
{\displaystyle L=\left\{\sum _{i=1}^{n}\lambda _{i}b_{i}\mid \lambda _{i}\in \mathbb {Z} \right\}}

## Вычислительно сложные задачи

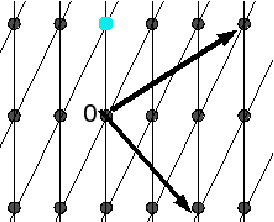
Синей точкой обозначен самый короткий вектор

Задача нахождения кратчайшего вектора (SVP, англ. Shortest Vector Problem) — найти в заданном базисе решётки ненулевой вектор по отношению к определённой нормали.
Задача нахождения (приблизительно) идеального кратчайшего вектора (ISVP, англ. (approximate) ideal shortest vector problem) не считается NP-сложной. Однако, нет известных решёток, основанных на методе редукции, значительно более эффективных на идеальных структурах, чем на общих.
Ещё одна задача — нахождение (приблизительно) кратчайшего независимого вектора (SIVP, англ. (approximate) shortest independent vectors problem), в которой дан базис решётки {\displaystyle B} и требуется найти {\displaystyle n} линейно независимых векторов.

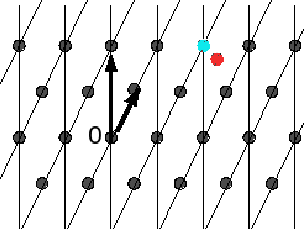
Синяя точка — найденный вектор, красная точка — заданный вектор

Задача нахождения ближайшего вектора (CVP, англ. Closest Vector Problem) — нахождение вектора в решётке по заданному базису и некоторому вектору, не принадлежащему решётке, при этом максимально схожего по длине с заданным вектором.

## LLL-алгоритм

Пример работы LLL алгоритма. Красным изображён новый базис.

Все эти задачи разрешимы за полиномиальное время с помощью известного LLL-алгоритма изобретённого в 1982 году Арьеном Ленстрой, Хендриком Ленстрой и Ласло Ловасом.
В заданном базисе {\displaystyle \mathbf {B} =\{\mathbf {b} _{1},\mathbf {b} _{2},\dots ,\mathbf {b} _{d}\}}, с n-мерными целыми координатами, в решётке {\displaystyle L} из {\displaystyle \mathbb {R} ^{n}}, где {\displaystyle \ d\leq n}, LLL-алгоритм находит более короткий (примерно[уточнить]) ортогональный базис за время:
{\displaystyle O(d^{5}n\log ^{3}B)},
где {\displaystyle B} — это максимальная длина вектора {\displaystyle b_{i}} в этом пространстве.

## Основные криптографические конструкции и их стойкость

### Шифрование
GGH — криптосистема основанная на CVP, а именно на односторонней функции с потайным входом опирающуюся на сложность редукции решётки. Была опубликована в 1997 году. Зная базис, можно сгенерировать вектор близкий к заданной точке, но зная это вектор нам необходим исходный базис, чтобы найти исходную точку. Алгоритм был проверен в 1999 году.

#### Реализация GGH
GGH состоит из открытого и секретного ключа.
Секретный ключ — это базис {\displaystyle B} решётки {\displaystyle L} и унимодулярная матрица {\displaystyle U}.
Открытый ключ — некоторый базис в решётке {\displaystyle L} в виде {\displaystyle B'=UB}.
Для некоторого {\displaystyle M}, пространство сообщения состоит из вектора {\displaystyle (\lambda _{1},...,\lambda _{n})}, где {\displaystyle -M<\lambda _{i}<M}.

##### Шифрование
Задано сообщение {\displaystyle m=(\lambda _{1},...,\lambda _{n})}, искажение {\displaystyle e}, открытый ключ {\displaystyle B'}:
{\displaystyle v=\sum \lambda _{i}b_{i}'}
В матричном виде:
{\displaystyle v=m\cdot B'}.
{\displaystyle m} состоит из целых значений, {\displaystyle b'} точка решётки, и v также точка решётки. Тогда шифротекст:
{\displaystyle c=v+e=m\cdot B'+e}

##### Расшифрование
Для расшифрования необходимо вычислить:
{\displaystyle c\cdot B^{-1}=(m\cdot B^{\prime }+e)B^{-1}=m\cdot U\cdot B\cdot B^{-1}+e\cdot B^{-1}=m\cdot U+e\cdot B^{-1}}
Часть {\displaystyle e\cdot B^{-1}} убирается, из соображений приближения. Сообщение:
{\displaystyle m=m\cdot U\cdot U^{-1}}

##### Пример
Выберем решётку {\displaystyle L\subset \mathbb {R} ^{2}} с базисом {\displaystyle B}:
{\displaystyle B={\begin{pmatrix}7&0\\0&3\\\end{pmatrix}}} и {\displaystyle B^{-1}={\begin{pmatrix}{\frac {1}{7}}&0\\0&{\frac {1}{3}}\\\end{pmatrix}}}
где
{\displaystyle U={\begin{pmatrix}2&3\\3&5\\\end{pmatrix}}} и
{\displaystyle U^{-1}={\begin{pmatrix}5&-3\\-3&2\\\end{pmatrix}}}
В результате:
{\displaystyle B'=UB={\begin{pmatrix}14&9\\21&15\\\end{pmatrix}}}
Пусть сообщение {\displaystyle m=(3,-7)} и вектор ошибки {\displaystyle e=(1,-1)}. Тогда шифротекст:
{\displaystyle c=mB'+e=(-104,-79)}.
Для расшифровки необходимо вычислить:
{\displaystyle cB^{-1}=\left({\frac {-104}{7}},{\frac {-79}{3}}\right)}.
Округление даёт {\displaystyle (-15,-26)} , восстановим сообщение:
{\displaystyle m=(-15,-26)U^{-1}=(3,-7)}.
NTRUEncrypt — криптосистема основанная на SVP, является альтернативой RSA и ECC. В вычислении используется кольцо многочленов.

### Подпись
Схема подписи GGH впервые предложена 1995 году и опубликована в 1997 году Голдрихом, основана на сложности нахождения ближайшего вектора. Идея заключалась в использовании решёток, для которых «плохой» базис, векторы длинные и почти параллельные, является открытым и «хороший» базис с короткими и почти ортогональными векторами, является закрытым. По их методу, сообщение необходимо хешировать в пространство, натянутое на решётку, а подпись для данного хэша в этом пространстве является ближайшим узлом решётки. Схема не имела формального доказательства безопасности, и её базовый вариант был взломан в 1999 году Нгуэном (Nguyen). В 2006 году модифицированная версия была снова взломана Нгуэном и Реджевом (Regev).
NTRUSign — специальная, более эффективная версия подписи GGH, отличающаяся меньшим ключом и размером подписи. Она использует только решётки подмножества множества всех решёток, связанных с некоторыми полиномиальными кольцами. NTRUSign была предложена на рассмотрение в качестве стандарта IEEE P1363.1.